# Thagria blockeri
Thagria blockeri är en insektsart som beskrevs av Nielson 1980. Thagria blockeri ingår i släktet Thagria och familjen dvärgstritar. Inga underarter finns listade i Catalogue of Life.